# 分水江水库
分水江水库位于中国浙江省杭州市桐庐县分水镇，是以防洪为主，兼顾发电、灌溉、供水、旅游和改善水环境等综合效益的大（二）型水库，属河道型水库。
水库坝址以上集水面积2630平方千米，总库容1.926亿立方米。